# وی‌ای‌اف آی-۱۷
وی‌ای‌اف آی-۱۷ (به انگلیسی: VEF I-17) یک هواپیمای ساختِ کارخانهٔ وی‌ای‌اف در کشور لتونی است. نخستین استفاده‌کنندهٔ این هواپیما نیروی هوایی لتونی بوده‌است. این هواپیما برای نخستین بار در ۱۹۴۰ میلادی مورد استفاده قرار گرفت.